# 貝尤戈謝 (路易斯安那州)
貝尤戈謝（英語：Bayou Gauche）是位於美國路易斯安那州聖查爾斯堂區的一個普查規定居民點。

## 人口
根據2020年美國人口普查的數據，貝尤戈謝的面積為40.86平方千米，當中陸地面積為33.29平方千米，而水域面積為7.57平方千米。當地共有人口2161人，而人口密度為每平方千米52.89人。